# Francesca Melandri

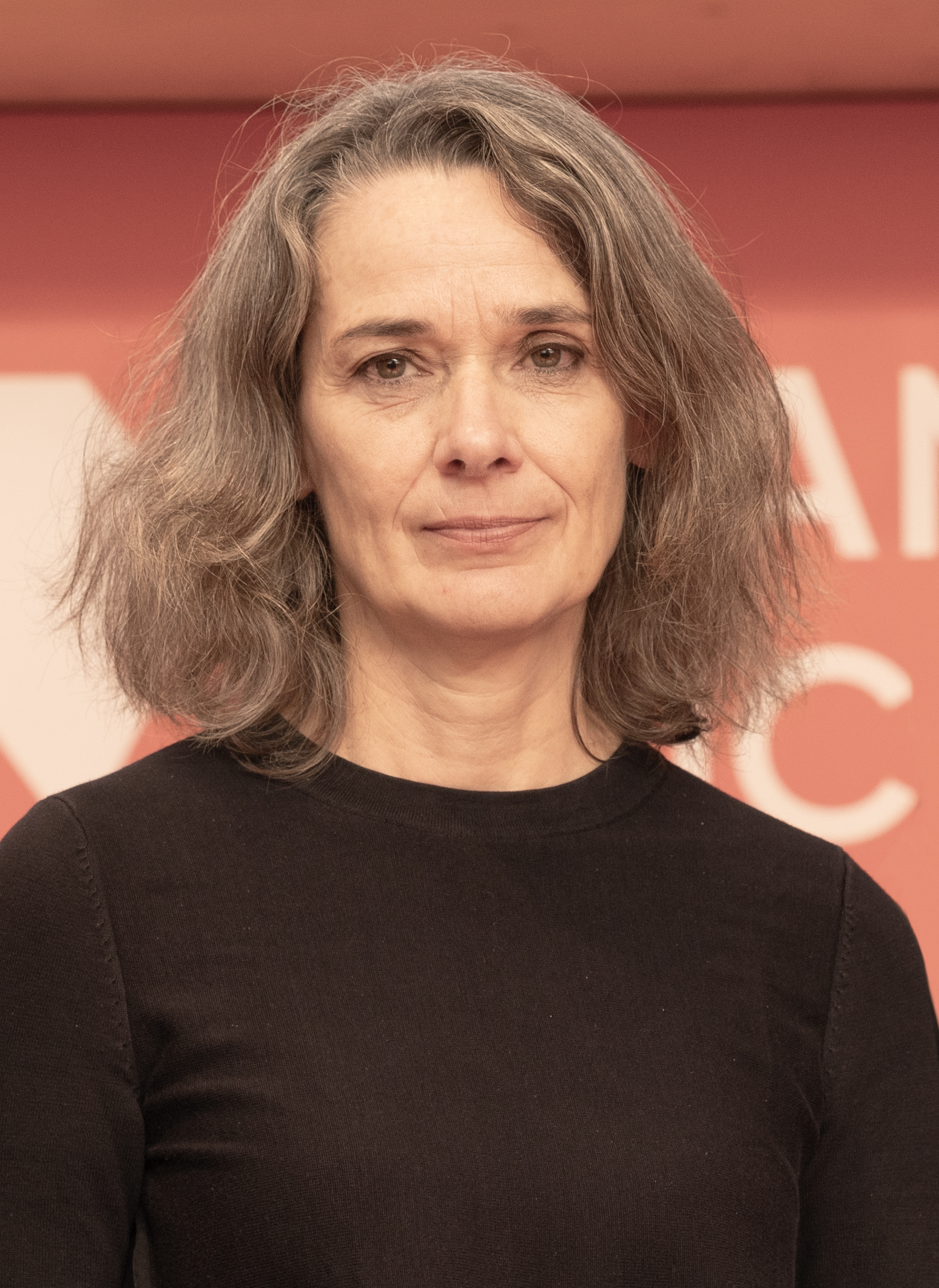
Francesca Melandri auf der Frankfurter Buchmesse 2024

Francesca Melandri (geboren 9. Juni 1964 in Rom) ist eine italienische Schriftstellerin.

## Leben
Francesca Melandri wurde 1964 in Rom geboren und wuchs dort auf. Bereits mit neunzehn Jahren begann sie als Drehbuchautorin für das Fernsehen zu arbeiten.
2021 lebte sie als Fellow des Berliner Künstlerprogramms des DAAD in Berlin. Sie ist Gastprofessorin für italienische Literatur und Kultur an der ETH Zürich. 2023 hielt sie die Eröffnungsrede des Internationalen Literaturfestivals Berlin. Sie ist Gründungsmitglied des PEN Berlin.
Ihre Schwester Giovanna Melandri war von 2006 bis 2008 Ministerin für Jugend und Sport in der Regierung Romano Prodi und von 2012 bis 2022 Stiftungspräsidentin des römischen Kunstmuseums MAXX.
Sie lebt in Rom und Berlin und verbringt ihre Sommer in Bruneck, Südtirol.

## Wirken
In ihren bislang vier Romanen Eva schläft (deutsch 2011), Über Meereshöhe (2012), Alle, außer mir (2018) und Kalte Füße (2024) setzt sich Melandri mit der Vergangenheit Italiens auseinander, ohne dabei in historische Distanz zu verfallen, sondern stets die Relevanz für die Gegenwart zu betonen: Sie verbindet historische Ereignisse mit aktuellen gesellschaftlichen Herausforderungen und fordert ihre Leser zu einer kritischen Auseinandersetzung mit diesen auf. Sie bezeichnete ihre ersten drei Romane als „Trilogie der Väter“, die durch einen größeren Plan verbunden seien, obwohl sie thematisch unterschiedlich erscheinen. Sie thematisiert dabei häufig die Lücken in der kollektiven Erinnerung ihres Landes und versucht, diese durch ihre Literatur sichtbar zu machen. Sie betont, dass sie keine einfachen Antworten geben möchte, sondern ihre Leser dazu anregen will, Fragen zu stellen und sich mit den Ambivalenzen der Geschichte auseinanderzusetzen.
Ihren 2011 auf Deutsch veröffentlichten ersten Roman Eva schläft siedelte Melandri in der Geschichte Südtirols der 1960er und 1970er Jahre an. 2018 wurde sie mit dem Großen Verdienstorden des Landes Südtirol ausgezeichnet. 2019 wurde ihr der Ehrenpreis des österreichischen Buchhandels für Toleranz in Denken und Handeln zuerkannt.
Ihr zweiter Roman Über Meereshöhe (2012) thematisiert die Zeit des Linksterrorismus in Italien und beleuchtet die menschlichen Aspekte dieser turbulenten Epoche. Er spielt im Jahr 1979 und erzählt von einer unerwarteten Begegnung zweier Menschen auf einer abgeschiedenen Gefängnisinsel: Luisa, eine alleinstehende Mutter von fünf Kindern, besucht ihren wegen eines Mordes verurteilten Ehemann, während Paolo, ein pensionierter Philosophielehrer, versucht, eine Verbindung zu seinem in den Terrorismus verfallenen Sohn wiederherzustellen. In einer stürmischen Nacht müssen sie auf der Insel ausharren und beginnen ein Gespräch, dessen tiefere Bedeutung sich ihnen erst Jahre später erschließt.
In ihrem zeitgeschichtlichen Roman Alle, außer mir (2018) verknüpft Melandri den faschistischen Kolonialkrieg in Abessinien mit der Flüchtlingskrise von 2015 und zeigt die Kontinuität kolonialer Strukturen bis in die Gegenwart auf. Sie erreichte mit dem Werk im September 2018 Platz 1 der Top 25 der monatlich erscheinenden Independent-Bestsellerliste Belletristik des Börsenblatts des deutschen Buchhandels. Die Zeit-Rezensentin lobte, der Autorin sei „ein großer zeitgeschichtlicher Roman über Migrantenschicksale und das Gift des Kolonialismus gelungen“. Außerdem wurde der Roman 2018 zum Lieblingsbuch der Unabhängigen gewählt. Bis zum 19. Mai 2020 sendete der SWR2 im Rahmen der Sendereihe Fortsetzung folgt wochentäglich eine 39-teilige Lesung des Romans mit Susanne-Marie Wrage als Vorleserin.
Im Jahr 2024 veröffentlichte Melandri ihren Roman Kalte Füße, in dem sie die Kriegserlebnisse ihres Vaters Franco als Soldat der italienischen Armee während des Zweiten Weltkriegs in der Ukraine aufarbeitet und diese mit den aktuellen Ereignissen des russischen Überfalls auf die Ukraine verknüpft; das Werk dient der Verfasserin als Spurensuche in der eigenen Familiengeschichte und setzt sich mit den Auswirkungen der Vergangenheit auf die Gegenwart auseinander. Kalte Füße wurde als 18-teilige Hörbuchproduktion in der ARD-Mediathek veröffentlicht, eingelesen von der Schauspielerin Nina Kunzendorf, und ist eine Koproduktion von NDR und BR.
Melandri schrieb zudem eine Vielzahl von Drehbüchern, die in Italien verfilmt wurden, darunter zu den Filmen Zoo von Cristina Comencini (1988), Prinzessin Fantaghirò von Lamberto Bava (1991), Bergkristall – Verirrt im Schnee (Cristallo di rocca) von Maurizio Zaccaro (1999) sowie zu einigen Folgen der Fernsehserien Chiara e gli altri, Nati ieri und Don Matteo.
Francesca Melandri arbeitet mit dem Guardian und anderen europäischen Zeitungen zusammen. Ihr Letter from the Future über die Corona-Pandemie, der im März 2020 im Guardian erschien, wurde in 32 Sprachen übersetzt und weltweit veröffentlicht; darin schreibt sie, dass die italienische Regierung der Welt zeige, wie man in einer Pandemie Verantwortung übernimmt.

## Zitat
„Der Planet kann endlich aufatmen, da der CO2-Ausstoß halbiert wird, doch wie werdet ihr in einem Monat eure Rechnungen bezahlen?“

## Auszeichnungen
- 2012: Premio Stresa für Più alto del mare
- 2012: Premio letterario nazionale per la donna scrittrice für Più alto del mare
- 2024: Bruno-Kreisky-Preis für das politische Buch: Preis für das publizistische Gesamtwerk[15]

## Schriften
- Eva dorme. Roman. Mondadori, Mailand 2010
  - Eva schläft. Roman. Übersetzung Bruno Genzler. Blessing, München 2011, ISBN 978-3-89667-435-7.
- Più alto del mare. Rizzoli, Mailand 2012, ISBN 978-881705595-6.
  - Über Meereshöhe. Roman. Übersetzung Bruno Genzler. Blessing, München 2012, ISBN 978-3-89667-485-2.
- Sangue giusto. Rizzoli, Mailand 2017, ISBN 978-881709215-9.
  - Alle, außer mir. Roman. Übersetzung Esther Hansen. Wagenbach, Berlin 2018. ISBN 978-3-8031-4238-2.
- Piedi freddi
  - Kalte Füße. Roman. Übersetzung Esther Hansen. Wagenbach, Berlin 2024. ISBN 978-3-8031-3367-0